# 噴火予知
噴火予知（ふんかよち、prediction of volcanic eruption）とは、火山の噴火による被害を軽減するために、噴火の時期・場所・様式をあらかじめある程度予測すること。

## 噴火予知の現状と課題
過去の火山研究の蓄積により、観測体制が整備されており過去の噴火パターンが比較的明らかな火山では、顕著な噴火の開始をある程度予測することが可能とされる。ただし、予測の根拠となる前兆現象の発生から噴火までの猶予が数時間に満たず防災行動が間に合わない事態も考えられる。
また一方で、顕著でない噴火、例えばマグマの噴出を伴わない水蒸気爆発の場合には予測が困難である。また、顕著な噴火においても、噴火の様式や噴火活動の推移を予測することは困難とされる。

## 噴火の前兆

### 噴火は前兆を伴う
火山の足下、地下1 - 10km付近のマグマ溜りにマグマが一旦集まり、次にそこから上昇して地表に現れる、というのが噴火の過程である。このマグマの移動と集積がいくつかの前兆を引き起こす。
噴火の前兆現象
- 地震（火山性地震） - マグマが岩盤を破壊し貫入することで起こる。震源が次第に浅くなってきた場合、噴火時期が近付いていると考える。震源が集中するところがあれば、そこで噴火が起こりうると考える。専門家でなくとも、一般の住民が体感できる。多くの火山では、噴火の数か月から数時間前に見られる。
- 微動（火山性微動） - 地震よりも周期が長く（低周波の）、継続時間が長い（連続的な）振動。マグマ溜まりで圧力が増したり、マグマが移動したりすることで起きる。
- 地形の変化 - マグマが地下の浅いところまで上昇してきた段階で起こる。山体の急激な隆起、傾斜の増大、地割れなど。地形の変化が顕著なところがあれば、そこで噴火が起こり得ると考える。
- 電磁気学的現象 - 地電流や地磁気、地中電気抵抗の変化など。
- 熱の異常 - 地下水の温度上昇など。
- 火山ガスの変化（組成、量、温度）
- 噴煙の変化（量）

## 様々な課題

### 活動推移や終息は予測が困難
火山の噴火は、噴火との因果関係が明らかな前兆を伴う。この点、前兆とされる現象との因果関係が明らかではない地震とは大きく異なる。
しかし、噴火の開始は予測できても、その後活動がどのように推移するのか、再び大きな噴火が起こりうるのか、いつ終息するのかといった予測は困難である。
噴火の「終息宣言」は、安易な判断で危険を見逃して犠牲を生むことはできないため、タイミングに慎重にならざるを得ず、安全を見込んで、警報などは長期間出され続けることが多い。噴火は短ければ数日、長ければ数年続くため、場合によって数年に亘って警戒を続けることとなる。住民の避難や交通規制などが与える社会的・経済的な影響も長期に亘り、火山に近い観光地ではこれが大きな問題となる。
また、前兆により活動の活発化が確認され、警報などが出されても、噴火には至らず、そのまま活動が低下していく例もしばしば見られる。（→空振り）

### 監視の体制
火山を有する国・地域では、政府機関や大学、研究者らが、計器観測や現地観測を通して、監視を行う。
日本では、特に注意が必要と判断されている約30の活火山で、気象庁や大学などの研究機関が観測所を設けるなどして常時観測を行っている。それ以外の火山は、全国的なGPSによる隆起や地温の観測や通常の地震観測によりカバーされるものの、精度や迅速性には欠けるため、異常があった場合は観測班を派遣するなどの対応を執る。また、危険性を周知し事前防災の一助とするためのハザードマップ作成も行われている。

## 情報提供の体制
火山の監視体制が確立されている地域では、噴火が予測されると、担当する政府機関などが情報を提供する。
日本では、全ての活火山を対象とした噴火警報を気象庁が発表する制度となっている。居住地域や火口周辺に影響が及ぶ程度の噴火が対象で、警戒・注意範囲を示して発表される。なお、主要火山では自治体などと協議が済んだところから、5段階の噴火警戒レベルの発表も併せて行われている（噴火警報と連動する）。

## 主な事例
予知の成功例としては、2000年の有珠山の噴火が有名である。逆に、火山活動活発化が見られたのに噴火しなかった例として、1998年の岩手山の火山活動の活発化があげられる。また、2000年の富士山では、火山性の低周波地震が頻発し、噴火の前兆ではないかとも一部で騒がれたが、その後沈静化していった。